# (34247) 2000 QC103
2000 QC103 (asteroide 34247) é um asteroide da cintura principal. Possui uma excentricidade de 0.04764540 e uma inclinação de 10.25889º.
Este asteroide foi descoberto no dia 28 de agosto de 2000 por LINEAR em Socorro.